# Луиз Велш
Луиз Велш (енгл. Louise Welsh; је рођена 1. фебруара 1965. у Лондону.) је енглески књижевник. Објављивала је приповетке и чланке у Британским књижевним листовима. Десет година (1990−2000) је радила као трговац у књижарама и антикварницама. Од 2000 до 2004. године је предавала креативно писање на Универзитету Сент Ендрус у Глазгову. Живи, као слободна уметница, у Глазгову, Шкотска. Проред прозе Луиз Велш пише драме а приредила је за штампу и неколико књига Ијана Флеминга, Р. Л. Стивенсона и Д. Х. Лоренса.
Њен роман Мрачна комора (2002, награда „Салтајер“ за најбоље прозно остварење те године у Великој Британији) доживео је за кратко време и велику читаност и изврсне критике, те је избацио до тада анонимну ауторку у жижу јавности. До сада је преведена на 19 језика. Овај роман је адаптиран и за позориште. Романом Тамерлан мора умрети (2004) чији заплет описује последња три дана у животу енглеског драмског писца из XVI века Кристофера Марлоа и у којем вешто евоцира кафкијанску атмосферу несигурности, претње и издаје у елизабетанској Енглеској, Луиз Велш је потврдила своје високо рангирано место у савременој прози. Роман је преведен на 12 језика. Адаптиран је за позориште и радио. У Србији је ова два романа објавила издавачка кућа „Агора“ из Зрењанина у преводу Предрага Шапоње. У јулу 2006. Велшова објављује најновији роман Трик са метком који је већ преведен на седам језика. Њена прва драма Важно је звати се Алфред нашла се у најужем избору за награду позоришне критике у Шкотској 2006. године.
Тренутно, као стипендиста Internationales Künstlerhaus борави у Бамбергу (Немачка) и ради на драми Прекривач за Шкотски национални театар.
У Србији је боравила од 16. до 20 априла 2007, као гост првог Прозафеста у Новом Саду.